# Kyle Patrick Alvarez
Kyle Patrick Alvarez (Miami, 19 maggio 1983) è un regista, sceneggiatore e produttore cinematografico statunitense.

## Biografia
Alvarez è cresciuto nella comunità latina di Miami, come prima generazione americana nella sua famiglia cubana. Ha conseguito la laurea cum laude all'Università di Miami in produzione cinematografica e letteratura inglese. Dopo la laurea si trasferisce a Los Angeles e ottiene un lavoro come assistente personale per l'attore e regista Warren Beatty.
Nel 2009 debutta alla regia con Easier with Practice, per cui vince il Someone to Watch Award agli Independent Spirit Awards 2010 e altri premi in vari festival cinematografici internazionali.
Il suo secondo lungometraggio, C.O.G., viene presentato in anteprima al Sundance Film Festival 2013. C.O.G. è basato su un omonimo e breve racconto autobiografico di David Sedaris.
Il suo terzo film Effetto Lucifero è incentrato sull'esperimento carcerario di Stanford, condotto nel 1971 dallo psicologo statunitense Philip Zimbardo. Il film è stato presentato al Sundance Film Festival 2015, dove ha vinto il premio per la miglior sceneggiatura e il premio Alfred P. Sloan.

## Vita privata
Alvarez è apertamente gay.

## Filmografia

### Regista

#### Cinema
- Easier with Practice (2009)
- C.O.G. (2013)
- Effetto Lucifero (The Stanford Prison Experiment) (2015)
- Crater (2023)

#### Televisione
- Tredici (13 Reasons Why) – serie TV, 4 episodi (2017-2018)
- Counterpart – serie TV, episodi 2x02-2x03 (2018)
- Tales of the City – miniserie TV, puntata 10 (2019)
- Homecoming – serie TV, 7 episodi (2020)

### Sceneggiatore
- Easier with Practice, regia di Kyle Patrick Alvarez (2009)
- C.O.G., regia di Kyle Patrick Alvarez (2013)

### Produttore

#### Cinema
- Easier with Practice, regia di Kyle Patrick Alvarez (2009) – produttore
- C.O.G., regia di Kyle Patrick Alvarez (2013) – produttore
- Cosboi, regia di Gosha Shapiro (2021) – produttore esecutivo

#### Televisione
- Tredici (13 Reasons Why) – serie TV, 15 episodi (2018-2019) – produttore
- Homecoming – serie TV, 7 episodi (2020) – produttore esecutivo
- Heels – serie TV, 8 episodi (2021) – produttore esecutivo